# Граничний струм
Граничний струм (рос. предельный ток, англ. limiting current) — гранична величина фарадеївського струму, до якого вона наближається при зростанні швидкості переносу заряду зі зміною потенціалу. Вона не залежить від прикладеного потенціалу в обмеженій області. Може мати характер адсорбційного, каталітичного, дифузійного або кінетичного струму й може включати міграційний струм. Вираховується відніманням відповідного залишкового струму від виміряного загального.
Наприклад:
- граничний дифузiйний струм -

Постiйне, незалежне вiд потенцiалу значення дифузiйного
струму на певнiй дiлянцi залежностi потенцiал — струм, яке
досягається відповідно до того, як швидкiсть процесу
переносу заряду збiльшується зi змiною прикладеного
потенцiалу.
- граничний каталітичний струм -

Незалежна від потенціалу величина, до якої наближається
каталітичний струм при збільшенні швидкості переносу
заряду зі зміною прикладеного потенціалу.
- граничний міграційний струм -

Гранична величина міграційного струму, що досягається зі
зростанням швидкості переносу заряду при зміні прикладеного потенціалу.